# Giant Motors
Giant Motors Latinoamérica, S.A. de C.V. es una empresa automotriz mexicana dedicada a la producción, ensamble, distribución y venta de vehículos comerciales fundada en 2006 con su sede en la delegación Álvaro Obregón de la Ciudad de México. Esta cuenta con su planta de ensamblaje en Ciudad Sahagún, Hidalgo, México, junto a Diesel Nacional. 
Esta empresa fabrica autos bajo la marca china de JAC y camiones FAW. En 2020, la marca JAC en su división mexicana fue el mayor vendedor de autos eléctricos en México ocupando el 60% de la venta de estos con casi 400 unidades vendidas. Además de fabricar los modelos de vehículos de reparto diseñados por Moldex, filial de Grupo Bimbo, que a su vez vende a otras empresas.

## Historia

### Inicios con FAW Camiones
El 22 de noviembre del 2007, FAW y el Grupo Salinas firmaron un acuerdo para formar una sociedad (GS Motors) y mediante esta nueva compañía construir una planta en Michoacán, México, la cual estaría lista en el 2010. De esta forma, FAW se transformaría en uno de los primeros fabricantes chinos en operar en una planta en Latinoamérica (Chery ya tiene una planta de armado de su modelo Tiggo en el Uruguay), y JAC ya tiene una planta en México. Mientras tanto, una subsidaria de GS Motors, GS Distribución importaría y vendería los modelos de FAW en las tiendas del grupo Elektra (propiedad del Grupo Salinas) y en locales propios. En el 2008 comenzaron a exportar el modelo Vita al Uruguay.
Desafortunadamente los planes de FAW fueron insuficientes al haber baja demanda de estos vehículos, por lo cual se le dio una prórroga de 6 meses para cumplir y reorganizar la empresa, hasta la fecha no ha habido negociaciones así que su salida del mercado mexicano es inminente.
Sin embargo, las expectativas para la venta y producción de camiones y autobuses, incluidos los eléctricos, son mejores. En el 2006 su filial FAW Truck And Bus estableció una sociedad con inversionistas mexicanos (entre ellos el empresario Carlos Slim mediante Grupo Financiero Inbursa y la familia Massri) para crear Giant Motors Latinoamérica y distribuir los camiones (FAW) en México y estableciendo una planta de ensamblaje en Ciudad Sahagún, Hidalgo con una inversión de más de 4 mil 400 millones de pesos mexicanos.

### Fabricación de JAC Motors
En el 2016 eligió dos modelos, el Sei 2 y el Sei 3 de JAC Motors para ser fabricados para ser fabricados en México para ser de los primeros que comercializaría en el mercado mexicano. El lanzamiento de la marca fue el 28 de marzo del 2017, en un concesionario propiedad de Grupo Zapata. Arrancó con la meta de alcanzar un volumen de ventas anual de 10.000 unidades a partir del 2022, bajo un modelo de negocio centrado en los segmentos de entrada: consumidores de entre 19 y 39 años que buscan modelos a precios competitivos.

### Alianza con Moldex
En el 2017 Giant Motors realizó una alianza con Moldex, filial de Grupo Bimbo que se dedica a fabricar vehículos de reparto eléctricos, para la fabricación de un taxi eléctrico con la finalidad de reemplazar una parte importante de los más de 130.000 taxis que funcionan en la Ciudad de México, en este proyecto también tendrían la participación de la Secretaría de Educación, Ciencia, Tecnología e Innovación de la Ciudad de México y el Instituto Tecnológico y de Estudios Superiores de Monterrey.

## Modelos actuales

### JAC Motors
| J7'22 |

| Frison T6 |
| Frison T8 |

| Sunray Cargo     |
| Sunray Pasajeros |
| X200             |
| X250             |
| X350             |

| SEI2     |
| SEI3 Pro |
| SEI4 Pro |
| SEI7 Pro |

| E SEI1 |
| E SEI2 |
| E SEI4 |

| E SEI1 CARGO |
| E Sunray     |
| E X350       |